# بيغي غيل
بيغي غيل هي فنانة كندية، ولدت في القرن العشرين في ليندن في غيانا.